# Такаюки Чано
Такаюки Чано (на японски: 茶野 隆行) е японски футболист.

## Национален отбор
Записал е и 7 мача за националния отбор на Япония.
| Япония | Япония | Япония |
| Година | Мачове | Голове |
| ------ | ------ | ------ |
| 2004   | 3      | 0      |
| 2005   | 4      | 0      |
| Общо   | 7      | 0      |